# Арлинг, Артур
Артур Арлинг (англ. Arthur Arling; 19 сентября 1906 — 16 октября 1991) — американский кинооператор. Лауреат премии «Оскар» за лучшую операторскую работу в фильме «Оленёнок».

## Биография
Родился 19 сентября 1906 года в штате Миссури, США. В качестве кинооператора дебютировал на съёмках фильма 1931 года Merely Mary Ann режиссёра Генри Кинга. Работал помощником оператора на фильмах «Ничего святого», «Ребекка» и «Унесённые ветром». Известен по фильмам «Оленёнок» Кларенса Брауна, «Люби меня или покинь меня» Чарльза Видора, «Интимный разговор» Майкла Гордона и «Вернись, моя любовь» режиссёра Делберта Манна. Состоял в Американском обществе кинооператоров.
Умер 16 октября 1991 года в округе Риверсайд, США.

## Избранная фильмография
- 1946 — Оленёнок / The Yearling (реж. Кларенс Браун)
- 1955 — Люби меня или покинь меня / Love Me or Leave Me (реж. Чарльз Видор)
- 1955 — Я буду плакать завтра / I’ll Cry Tomorrow (реж. Дэниэл Манн)
- 1955 — Хрустальный башмачок / The Glass Slipper (реж. Чарльз Уолтерс)
- 1956 — Выкуп / Ransom! (реж. Алекс Сигал)
- 1957 — Тэмми и холостяк / Tammy and the Bachelor (реж. Джозеф Пивни)
- 1959 — Интимный разговор / Pillow Talk (реж. Майкл Гордон)
- 1961 — Вернись, моя любовь / Lover Come Back (реж. Делберт Манн)
- 1962 — Тридцать три несчастья / The Notorious Landlady (реж. Ричард Квайн)
- 1964 — Смирительная рубашка / Strait-Jacket (реж. Уильям Касл)
- 1964 — Тайное вторжение / The Secret Invasion (реж. Роджер Корман)

## Награды и номинации
- Премия «Оскар» за лучшую операторскую работу
  - Лауреат 1947 года совместно с Чарльзом Рошером и Леонардом Смитом за фильм «Оленёнок»[3]
  - Номинировался в 1956 году за фильм «Я буду плакать завтра»[4]